# Marwane Saâdane
Marwane Saâdane (* 17. Januar 1992 in Mohammedia) ist ein marokkanischer Fußballspieler.

## Karriere

### Verein
Saâdane erlernte das Fußballspielen unter anderem in der Nachwuchsabteilung von FUS de Rabat und wurde hier 2010 zum Profispieler.
Zum Sommer 2016 wechselte er zum türkischen Erstligisten Çaykur Rizespor. Seit 2019 spielt er für den saudi-arabischen Verein Al-Fateh.

### Nationalmannschaft
Saâdane debütierte 2014 für die marokkanische Nationalmannschaft. Vorher spielte er für die marokkanischen U-20- und U-23-Nationalmannschaften.